# (612911) 2004 XR190
(612911) 2004 XR190 est un objet épars découvert en 2004 par l'équipe de Rhiannon Lynne Allen, de l'université de la Colombie-Britannique à l'aide du télescope Canada-France-Hawaï. L'équipe lui a donné le surnom (non officiel) de « Buffy ».

## Orbite et taille
Avec une inclinaison de 47° par rapport au plan de l'écliptique, 2004 XR190 était l'objet le plus incliné lors de sa découverte en décembre 2005.
De plus, l'orbite de 2004 XR190 est relativement circulaire, ce qui est inhabituel pour un transneptunien. À l'heure actuelle, la théorie la plus courante concernant la provenance de tels objets est qu'ils ont été éjectés vers leur orbite actuelle par l'influence gravitationnelle de Neptune, mais un tel modèle semble peu compatible avec une orbite aussi peu excentrique.
Le diamètre de 2004 XR190 est estimé entre 330  et   620 km. 